# 稲井地域乗合タクシー

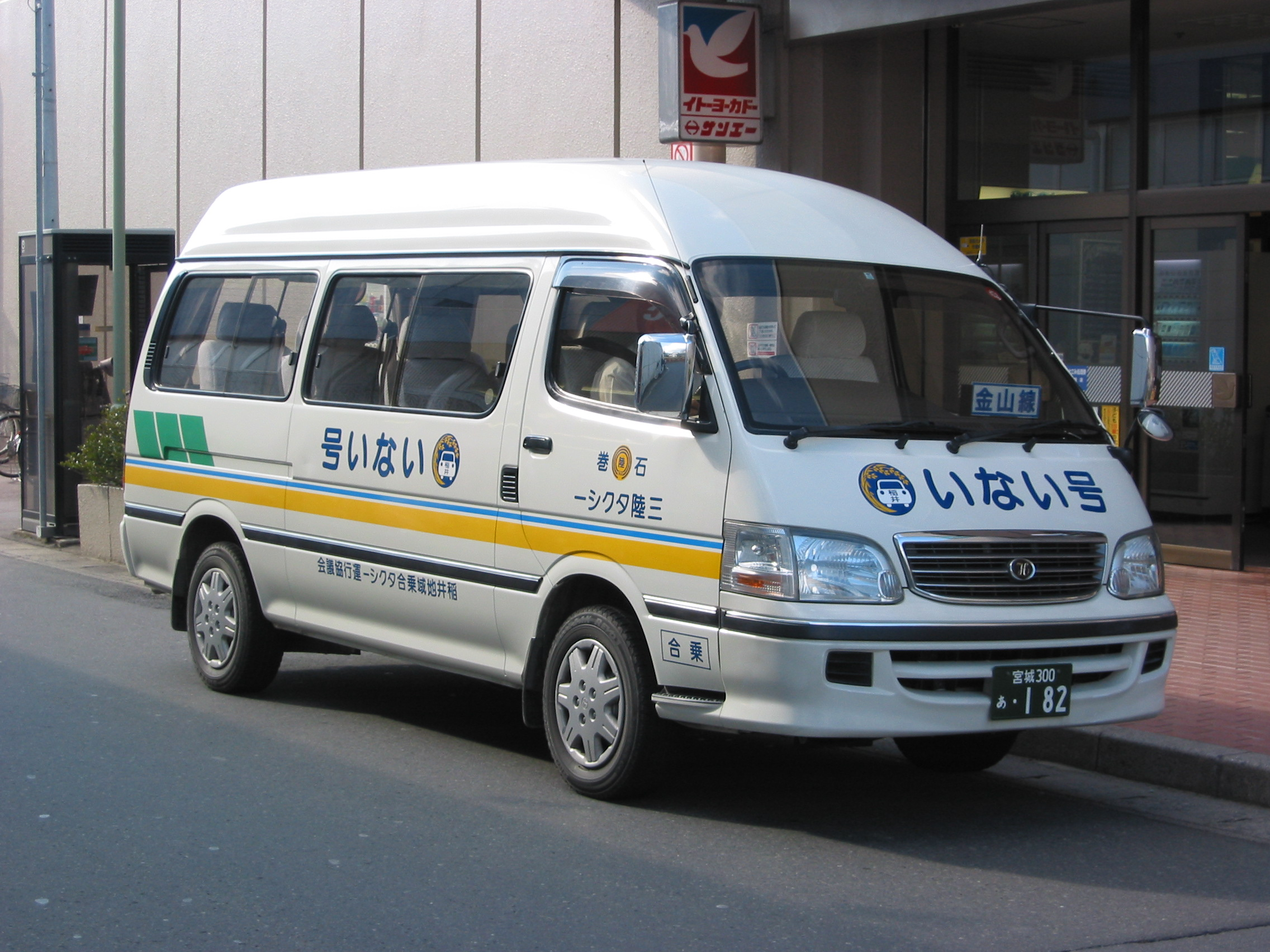
いない号

稲井地域乗合タクシー（いないちいきのりあいタクシー）は、宮城県石巻市稲井地区にて運行されている乗合タクシーである。「いない号」の愛称が付けられている。
石巻市が宮交石巻バス（当時）に委託して運行していた廃止代替バス（いわゆる21条バス）路線の廃止に伴い、その代替として運行開始した。

## 概要
- 事業主体は「稲井地域乗合タクシー運行協議会」であり、実際の運行業務は、三陸タクシーに委託されている。
- 運行形態は、定時定路線である。
- 運賃は、稲井地区内のみ、又は地区外のみの場合は300円、地区を跨る場合は区間制（最大700円）となっている。
- 日曜、祝日及び12/31～1/3は運休。
- 運賃とは別に、稲井地区の全世帯から運行負担金を稲井地域乗合タクシー運行協議会に納めてもらい、運行経費を一部まかなっている。

## 沿革
- 2004年（平成16年）
  - 9月1日 - 稲井地域乗合タクシー運行協議会設立。
  - 11月30日 - 廃止代替バス路線（宮交石巻バス委託）廃止。
  - 12月1日 - 「いない号」試験運行開始。
- 2005年（平成17年）4月1日 - 本格運行開始。

## 路線
以下の2路線がある。いずれも市街地側の起終点は、平日は日赤病院前、土曜はヨークタウン（ヨークベニマル中里店）となる。
高木線
水沼 - 石崎 - 大瓜下 - 稲井駅前 - 石巻駅前 - 日赤病院前（土曜はヨークタウン）
平日1日4往復・土曜1日2往復。平日の水沼行朝1便は一部停留所を通過。
真野金山線　
水沼 - 日向日影 - 沼津 - 稲井駅前 - 石巻駅前 - 日赤病院前（土曜はヨークタウン）
平日1日4往復・土曜1日3往復。水沼行朝1便は一部停留所を通過。